# Isaac Herrera
Isaac Herrera (ur. 20 marca 1993) − peruwiański bokser kategorii papierowej.

## Kariera amatorska
W 2012 zdobył puchar Pacyfiku w kategorii papierowej, pokonując w finale na punkty Kolumbijczyka Yubergena Martíneza.
W listopadzie 2013 roku zdobył brązowy medal na igrzyskach boliwaryjskich w Chiclayo. W półfinale kategorii papierowej przegrał wyraźnie na punkty z Leonelem de los Santosem.